# Фишбах (Кайзерслаутерн)
Фишбах (нем. Fischbach) — община в Германии, в земле Рейнланд-Пфальц.
Входит в состав района Кайзерслаутерн. Подчиняется управлению Хокспайер. Население составляет 794 человека (на 31 декабря 2010 года). Занимает площадь 15,03 км².